# Birch Gun
Il Birch Gun fu il primo effettivo esempio al mondo di semovente d'artiglieria, il cui nome deriva da quello del generale Sir Noel Birch, maggior generale d'artiglieria inglese.
Il modello sperimentale Mk I fu realizzato nel 1925 dalla Woolwich Royal Arsenal, costruito sul modello del carro Vickers Medium Mark II modificato, su cui fu montato un cannone campale Ordnance QF 18 lb da 84 mm.
Una seconda versione, l'Mk II fu costruita nel 1926, disponeva invece di un cannone da 75 mm, con un alzo migliore del cannone, che gli consentiva di colpire sia bersagli terrestri che aerei.
Ma a causa della pressione politica dei vertici militari, che mal vedevano le innovazioni tecniche, il progetto fu fermato dopo la progettazione nel 1928 della terza versione, l'Mk III.

## Armamento
L'armamento originale consisteva in un cannone campale Ordnance QF 18 pounder da 84 mm (3.3 pollici), nella seconda versione, Mk II fu sostituito da un cannone da 75 mm più efficace, perché in grado di colpire obiettivi in cielo e su terra, e con maggiore cadenza di fuoco.

## Varianti
Il prototipo iniziale, il Mark I, fece la sua prima apparizione nel gennaio del 1925 e trascorse l'anno successivo prendendo parte a manovre di esercitazione soprattutto con la 28ima batteria della 9ª Brigata d'artiglieria campale. Il Mark I è stato poi trasferito al la 20ima batteria, che successivamente ricevette in consegna tre Birch gun Mark II nel luglio 1926 seguiti poi da un altro semovente giunto in settembre. Questo portò il potenziale della batteria a cinque semoventi, che parteciparono a varie esercitazioni sul campo come parte della Experimental Mechanised Force (forza meccanizzata sperimentale) che fu poi sciolta nel febbraio 1929.
Tutti e cinque i semoventi sono stati infine ritirati tra giugno e luglio 1931, ponendo fine ad altre esercitazioni con semoventi cingolati nell'esercito inglese fino all'avvento di vari modelli approntati frettolosamente durante le prime vasi della seconda guerra mondiale quando la Gran Bretagna si rese conto della necessità di questi mezzi.
I primi successori del Birch gun furono quindi il Bishop e il Sexton. Altri due Birch gun mark III furono prodotti, ma non furono mai trasferiti in servizio ad alcuna unità. Questi non erano altro che cannoni montati in una torretta girevole in barbetta con una ridotta elevazione quindi inefficaci per le richieste belliche.

## Utilizzo
Il Birch Gun fu utilizzato inizialmente dall'Experimental Mechanised Force (una brigata meccanizzata inglese) fin dal 1920 come veicolo sperimentale.
Dopo alcuni anni di prove e test, fu deciso di impegnarlo teoricamente in una divisione che avrebbe combinato carri armati e fanteria in grado di spostarsi con mezzi di trasporto corazzati.
Divisione che fu concepita con il seguente ordine:
- Gruppo di ricognizione con carri leggeri (tankette)
- Un battaglione di 48 carri-medi Vickers
- Un battaglione motorizzato mitragliere
- Un reggimento di artiglieria semovente formato da una batteria di Birch Gun
- Una compagnia di supporto logistico